# District historique de Cades Cove
Le district historique de Cades Cove – ou Cades Cove Historic District en anglais – est un district historique américain situé dans le comté de Blount, dans le Tennessee. Protégé au sein du parc national des Great Smoky Mountains, il est inscrit au Registre national des lieux historiques depuis le 13 juillet 1977.
En plus de plusieurs anciennes exploitations agricoles, le district comprend trois églises protestantes : la Cades Cove Methodist Church, la Cades Cove Missionary Baptist Church et la Cades Cove Primitive Baptist Church. Il est desservi par la Cades Cove Loop Road.